# Marcel Olteanu
Marcel Olteanu (n. 4 mai 1872, Craiova - d. 1943, București) a fost unul dintre generalii Armatei României din Primul Război Mondial. 
A îndeplinit funcții de comandant de regiment, brigadă și divizie în campaniile anilor 1916, 1917, și 1918.
A fost decorat cu Ordinul „Mihai Viteazul”, clasa III, pentru modul cum a condus Brigada 3 Roșiori în luptele de la Oituz, din campania din 1917.
„Pentru vitejia cu care a condus Brigada descălecată în luptele de pe Valea Oituzului în iulie și august 1917, s-a distins prin atacurile date de brigada sa pentru cucerirea importantei pozițiuni de pe Coșna.”
Înalt Decret no. 1327 din 11 noiembrie 1917:p. 110

## Cariera militară
După absolvirea școlii militare de ofițeri  (8 iulie 1891) este avansat la gradul de sublocotenent. A ocupat diferite funcții în cadrul unităților de cavalerie sau în eșaloanele superioare ale armatei.
Este avansat la gradul de locotenent pe 1 ianuarie 1894, la gradul de căpitan pe 28 noiembrie 1900, la gradul de maior pe 10 mai 1910.
În 1912, când se înființează Liceul Militar „Nicolae Filipescu” de la Mănăstirea Dealu, este numit în funcția de comandant al acestei școli, funcție pe care o deține până în 1916. 
Este avansat la gradul de locotenent-colonel la 1 aprilie 1914 și la gradul de colonel pe 10 mai 1916.
În perioada Primului Război Mondial, îndeplinit funcțiile de comandant al Regimentului 2 Călărași, șef de stat major al Corpului I Armată, comandant al Brigăzii 3 Roșiori  și comandant al Diviziei 6 Infanterie, remarcându-se pe timpul Bătăliei de la Oituz.:p. 138
În noiembrie 1917 a fost numit comandant al Corpului Voluntarilor Români Ardeleni-Bucovineni  cu baza la Hârlău.

## Lucrări
- Deprinderi tactice pentru tinerii ofițeri din toate armele, de Căpitan Marcel Olteanu. București (Inst. Grafic Universala, Iancu Ionescu), 1910
- Huzarul negru, [de] Lt.-Colonel Marcel Olteanu. Carte ostășească, ostașilor români. București (Inst. de Arte Grafice C. Sfetea), 1915[12]

## Decorații
- Ordinul „Coroana României”, în grad de ofițer (1910)
- Medalia „Avântul Țării”, (1914)[2]:p. 586
- Ordinul „Mihai Viteazul”, clasa III, 11 noiembrie 1917[4]:p. 110